# Litsea anamo
Litsea anamo är en lagerväxtart som beskrevs av Kostermans. Litsea anamo ingår i släktet Litsea och familjen lagerväxter. Inga underarter finns listade i Catalogue of Life.